# آبی داری
آبی داری (انگلیسی: َAbi Daré) نویسنده اهل نیجریه که اکنون در اسکس انگلستان زندگی می‌کند. او در سال ۲۰۱۸ جایزه بث نوول را از آن خود کرد. اولین اثر او با عنوان دختری با صدای بلند در ۲۰۲۰ منتشر شد.

## زندگی
آبی در لاگوس نیجریه به دنیا آمد و در همان‌جا به مدارس ابتدایی و متوسطه رفت. بعداً جهت ادامه تحصیل روانه انگلستان شد.
آبی از دانشگاه ولورهمپتون مدرک حقوق، از دانشگاه گلاسکو، کارشناسی ارشد در رشتهٔ مدیریت پروژه‌های بین‌المللی، و از دانشگاه بیرکبک، کارشناسی نگارش خلاق دارد.

## افتخارات
- نشریه گاردین نام آبی داری را در ردیف ده نویسنده نوقلم برتر در سال ۲۰۲۰ ذکر کرد.[۵]
- ویراستاران وبگاه آمازون کتاب آبی داری با عنوان دختری با صدای بلند را در فهرست بهترین کتاب‌های سال ۲۰۲۰ قرار دادند.[۶]